# Вулвси Будимпешта
Вулвси Будимпешта су мађарски клуб америчког фудбала из Будимпеште. Основани су 2004. године. Такмиче се тренутно у Првенству Мађарске и регионалној ЦЕФЛ лиги.